# 수동공격 인격장애
수동공격 인격장애(passive-aggressive personality disorder) 혹은 거부성 인격장애(negativistic personality disorder)는 행동지연(procrastination), 숨겨진 의사방해(covert obstructionism), 무능(inefficiency), 완고함(stubbornness)을 특징으로 한다. 정신질환 진단 및 통계 편람(Diagnostic and Statistical Manual of Mental Ilnesses, DSM) 제5판인 DSM-5는 더 이상 수동공격 인격장애를 사용하지 않으며 10가지 특정 인격장애(the ten listed specific personality disorders) 중 하나도 아니다. 이전판인 DSM-IV는 수동공격 인격장애를 다양한 상황 속에서 '적절한 행동 수행에 대한 요구에의 거부적 태도와 수동적 저항의 만연한 패턴(pervasive pattern of negativistic attitudes and passive resistance to demands for adequate performance)'이라는 제안된 장애라고 정의한다.:734–735 수동공격 행동(passive-aggressive behavior)은 수동공격 인격장애에서 보이는 필수적인 행동이다.

## 원인
수동공격 인격장애는 어린 시절 좌절이나 분노를 표현하는데 안전하지 못한 환경에서 받은 특정 자극(알코올 혹은 약물 중독 부모, 따돌림, 학대)에서 유래했다. 솔직한 감정 표현이 제한된 가족은 아이에게 감정을 억압하고 거부하거나 좌절을 표현하는데 있어 승화(sublimation)를 사용하도록 가르치는 편이다. 분노를 표현하는 아이를 신체적 심리적 처벌로 다스린다면, 수동공격적(passive aggressive)인 면을 보인다.
적대감(hostility)을 당의정(sugarcoat)으로 감싸는 아이들은 자기주장을 표현하는데 어려움을 보이며, 자기표현(self-expression)에 필요한 더 나은 대처 전략(coping strategy)이나 기술을 개발하지 못한다. 티모시 머피(Timothy F. Murphy)와 로리안 오베를랭(Loriann Oberlin)에 의하면, 이들은 '매혹적인 허울(seductive veneer)' 속에 '보복 의도(vindictive intent)'를 품는 어른이 된다. 대신, 이들은 다른 사람처럼 직접적으로 공격적이거나 자기주장을 내세우려는 것에 어려움이 있을 뿐이다. 마틴 칸토(Martin Kantor)는 수동공격 분노(passive-aggressive anger)에 기여하는 세 영역을 제시하였다. 의존에 대한 대립(conflicts about dependency), 통제(control), 경쟁(competition)이 그것이다. 그리고 이들은 대부분 상황에서 극소수에게 수동공격성 행동을 보인다면 수동공격적인 사람이라고 한다.

## 진단

### DSM
DSM-5에서는 수동공격 인격장애 항목이 대부분 삭제되었다. DSM-5에서의 진단명은 '기타 특정 인격 및 불특정 인격장애(Other specified personality and unspecified personality disorder)'이다. 이들은 어느 한 인격장애의 일반적인 기준을 충족하지만 어떠한 특정 인격장애의 특질(trait) 기반 진단 기준에도 정확하게 맞지 않기 때문이다.
DSM-III-R에서 수동공격 인격장애는 축II 인격장애(Axis II personality disorder)였다. 그러나 DSM-IV에서는 이후 판에서는 행동을 범주화하는 방식에 대한 연구의 필요성과 논쟁때문에, 부록B(Appendix B)는 '향후 연구를 위한 기준세트와 축(Criteria Sets and Axes Provided for Further Research)'로 옮겨졌다. DSM-IV에 의하면, 수동공격 인격장애 성격은 양가적이고 행동의 한 코스로부터 반대 코스로까지 우우부단하게 요동친다. 이들은 타인과의 끝없는 언쟁과 자신에 대한 실망을 일으키는 변덕스런 경로를 택하기도 한다.
이들의 성격은 타인 의존과 자기주장 욕구 사이의 강렬한 갈등이다. 피상적인 허세를 보이지만 자신감은 매우 낮으며, 타인들은 적대감과 소극성으로 이들을 대한다. 진단은 행동이
주요 우울 삽화(major depressive episode)에서 수동공격 행동을 보이거나 기분부전장애(dysthymic disorder)로 인한 것이면 수동공격 인격장애라고 진단하지 않는다.

### ICD-10
세계보건기구(WHO) 국제질병분류(International Classification of Diseases)의 제10판 ICD-10는 수동공격 인격장애를 '기타 특정 인격장애(other specific personality disorders)' 항목에 포함시켰다. '특정 항목에 맞지 않는 성격장애("a personality disorder that fits none of the specific rubrics: F60.0–F60.7")'라고 기록되어 있다. '기타 특정 인격장애' ICD-10 코드는 F60.8이다. 진단을 내리기 위해, 임상 설명과 진단 가이드라인에서 F60 아래 제시된 인격장애 일반 기준을 충족시켜야 한다.
인격장애의 일반 기준은 두드러지게 부조화스러운 행동과 태도(정동성affectivity으로서 기능의 영역, 정동affect 경험 능력에 관한 것, 감정 혹은 느낌, 지각(perception)과 사고(thought) 방식, 충동 조절, 각성arousal, 타인에 대한 공감 양식), 비정상적 행동 패턴(지속적이고 장기적인), 개인적 고뇌를 포함하며, 비정상적 행동 패턴은 분명히 부적응적(maladaptive)이고 만연한 상태이어야 한다. 인격장애는 아동기나 청소년기에 나타나고 성인기에도 이어져야 한다.
세계보건기구가 작성한 '연구를 위한 진단 기준(Diagnostic criteria for research)' 내의 수동공격 인격장애의 특정 진단 기준은 명시되어 있지 않다.

### 밀론의 하위유형
심리학자 테오도어 밀론(Theodore Millon)은 부정주의(negativist) 즉 수동공격("Passive-aggressive") 하위유형 4가지를 설명한다. 부정주의적 성향은 아래 중 1개 이하 특성을 보인다.
| 하위유형                                         | 설명 | 성격특질 |
| ------------------------------------------------ | --- | --- |
| 우유부단한 부정주의자(Vacillating negativist)    | 경계선 인격장애(borderline personality disorder) 특징 포함                                                     | 갈피를 잡을 수 없고 복잡하며 알 수 없는 식으로 감정이 요동을 침; 변덕스럽고 미혹하게 하는 기분을 예측하거나 이해하기 어려움; 주관적으로나 정신내부적(intrapsychic)으로 위아래로 너울거리고 유동하며 우유부단한                                                           |
| 불만족스러운 부정주의자(Discontented negativist) | 우울성 인격장애(depressive personality disorder) 특징 포함                                                     | 투덜거리고, 속좁고, 화를 잘 내고, 까다로우며, 적개심을 품고, 불평스러우며, 초조해하고, 신경질적이며, 기분이 변덕스러운; 겉으로 꾸며낸 표정 뒤에는 불평함; 대결을 피함; 이치에 맞지만 사소한 불평을 함                                                                    |
| 완곡한 부정주의자(Circuitous negativist)         | 반사회성 인격장애(Antisocial Personality Disorder)와 의존성 인격장애(dependent personality disorder) 특징 포함 | 완곡하고 미로처럼 복잡하며 모호한 방식으로 의견 표출, 예 : 행동지연(procrastination), 꾸물댐(dawdling), 망각, 무효율(inefficiency), 무시, 완고, 분노와 저항 행동 표출에 간접적이고 에둘러서 말함                                                                         |
| 불쾌한 부정주의자(Abrasive negativist)           | 가학성 인격장애(sadistic personality disorder) 특징 포함                                                       | 싸움을 좋아하고, 양보하지 않으며, 잘 보채고, 언쟁을 좋아하는; 짜증을 잘 내고, 비꼬는 듯하며, 폄하를 잘하고, 신랄하며, 독설을 잘 하는, 남의 말에 반박을 잘 하고 가치를 떨어뜨리는; 양심의 가책을 거의 잘 안 느끼고 선악 판단이나 자책감이 없음 (더이상 DSM의 진단이 아님) |

## 치료
정신과의사 칸토(Kantor)는 정신역동치료(psychodynamic therapy), 지지 치료(supportive psychotherapy), 인지 치료(cognitive therapy), 행동 치료(behavioral therapy), 인제 치료(interpersonal therapy)를 제시하였다. 수동공격과 이들의 희생자 모두에게 적용 가능한 치료법이다.

## 역사
1952년 DSM-I은 수동-공격(passive-aggressive), 수동-의존(passive-dependent), 공격성(aggressive) 유형을 '수동공격 인격(Passive-aggressive personality)'으로 두었다. 세 유형은 모두 같은 불안(anxiety)에 대한 정신신경증적 반응(psychoneurotic reaction)이라는 병리를 보인다.
1987년 DSM-III-R에서 수동공격 장애(Passive-aggressive disorder)는 다른 것들 가운데에서, 지연행동과 꾸물거림때문에 세탁을 하거나 음식을 주방에 갖추지 못하는 것으로 유형화된다.
진단 유효성에 대한 안 좋은 증거와 진단 기준에 대한 내적 일관성을 포함하여, DSM-5에는 이러한 결정에 대한 기여요인으로 실리지 않았다.

## 같이 보기
- 히스테리성 인격장애